# De Driest

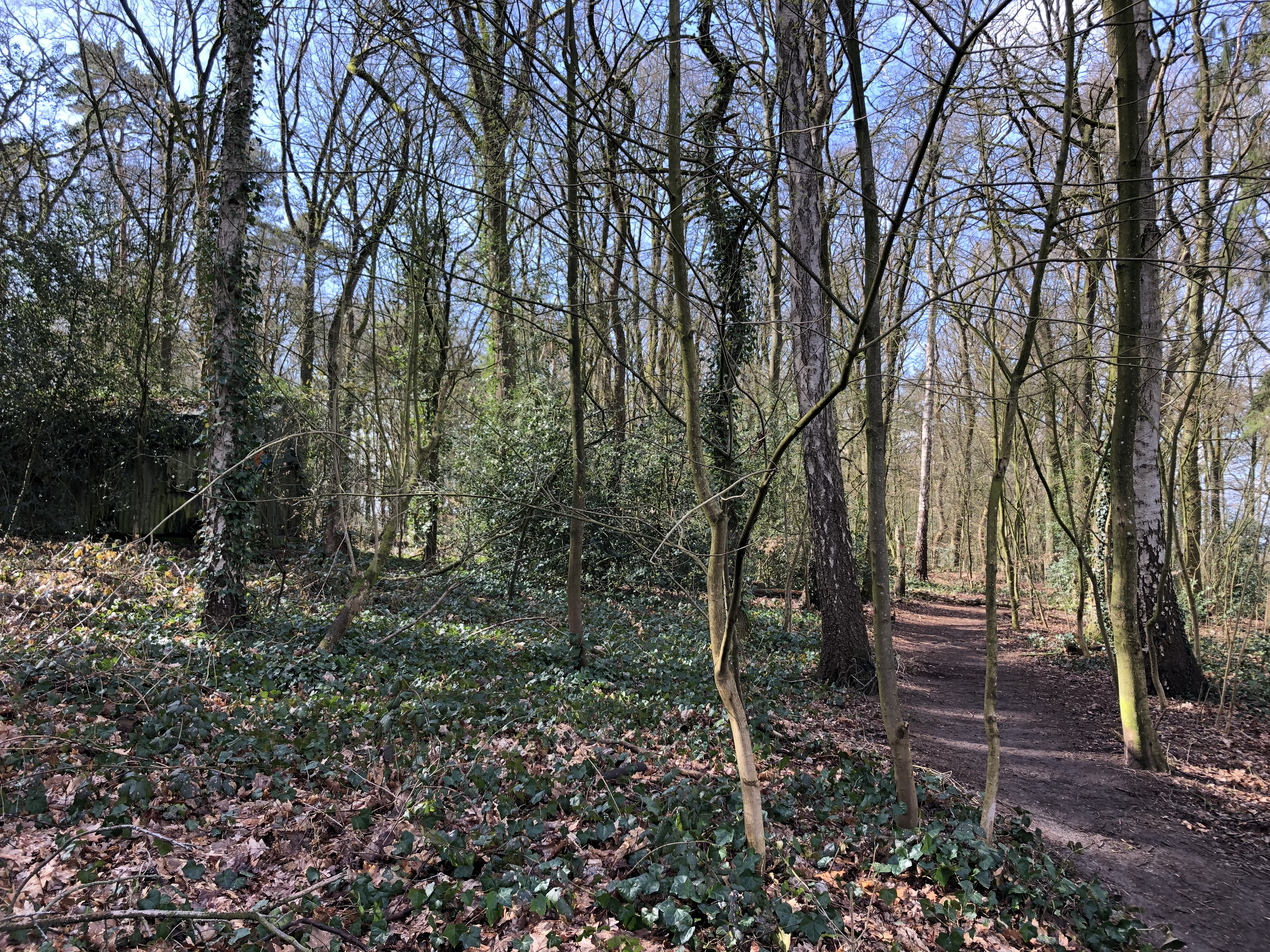
De Driest ter hoogte van de Dassenboslaan

De Driest is een landgoed in de Nederlandse stad Wageningen. Het landgoed ontstond begin twintigste eeuw.
In 1920 breidde dr. J.T. Wouters hier 1,5 hectare bos uit met de aankoop van grond tussen Wageningen en Bennekom. In 1930 bestond het landgoed uit bijna 60 hectare. Het landhuis brandde in 1938 af. In de Tweede Wereldoorlog waren er Duitse soldaten gelegerd op De Driest.
Rond 1960 werden grote delen van het landgoed verkocht aan de gemeente Wageningen om er de wijk Wageningen-Hoog te bouwen. Het resterende deel van het landgoed is ongeveer 5,5 hectare groot. Op de fundamenten van het oude landhuis is in 2002 een nieuw huis gebouwd.